# Skywave Forth
Skywave Forth je zásuvný modul k počítačům Sinclair ZX Spectrum umožňující programování v jazyce Forth, konkrétně ve variantě fig-Forth. Modul je produktem Davida Husbanda a jeho společnosti Skywave Software. Modul obsahuje 12 KiB ROM, paralelní port Centronics a sériový port RS-232.
V ROM, která v případě potřeby nahradí původní ROM počítače, obsahuje editor fig-Forthu, editor assembleru, terminálový ovladač modemu, tiskové rutiny a monitor strojového kódu. Je podporován multitasking a uživatelem definované rozdělení obrazovky. Tiskové rutiny pro sériový i paralelní port jsou dostupné nejen z Forthu, ale i z Basicu.
Technické informace:
- ROM: 12 KiB,
- paralelní port prostřednictvím obvodu 8255
- sériový port RS-232 prostřednictvím obvodu 8251.

Skywave Forth, v této verzi známější pod označením ZX81-Forth, existuje i pro počítače Sinclair ZX81, pro tyto počítače pouze jako paměť ROM, kterou je potřeba nahradit původní ROM těchto počítačů. Počítač ZX81 je s touto ROM schopen běhu více než 10 úloh současně. Tato verze kvůli omezené kapacitě paměti ROM neobsahuje všechny příkazy fig-Forthu. Počítač ZX81 s touto ROM je emulován emulátorem MESS.
Jako podpora programování ve Skywave Forthu/ZX-81 Forthu vydalo Skywave publikaci ZX81-FORTH ROM with Multi-Tasking.